# Старообрядческий переулок (Калуга)
Старообрядческий переулок — улица в исторической части Калуги, как продолжение Старичкова переулка проходит от улицы Луначарского к Жировскому оврагу. Протяжённость — около 250 м.

## История
Улица запланирована на градостроительном плане Калуги 1778 года, прошла по линии прежней улицы. Название получила по стоявшей на улице старообрядческой церкви Сошествия Святого Духа, называлась также Сошественской улицей.
С установлением советской власти получила имя русского революционера Михаила Васильевича Петрашевского (1821—1866), но довольно скоро была объединена с соседним переулком Урицкого (ныне — Старичкова) в единую улицу Урицкого. Историческое название было возвращено в 1991 году. Церковь была устроена в 1801—1802 из прежнего здания старообрядческой молельни. В 1815—1823 на средства купца Шапошникова было выстроено ныне существующее кирпичное здание в стиле классицизма. В церкви были устроены Благовещенский и мучеников Прова, Тараха и Андроника приделы, позднее — Никольский. В 1919 году храм стал соборным для объединённого прихода единоверцев и старообрядцев. В 1930 году он был закрыт и сильно перестроенный был занят хлебозаводом.

## Достопримечательности
д. 3 — Жилой дом

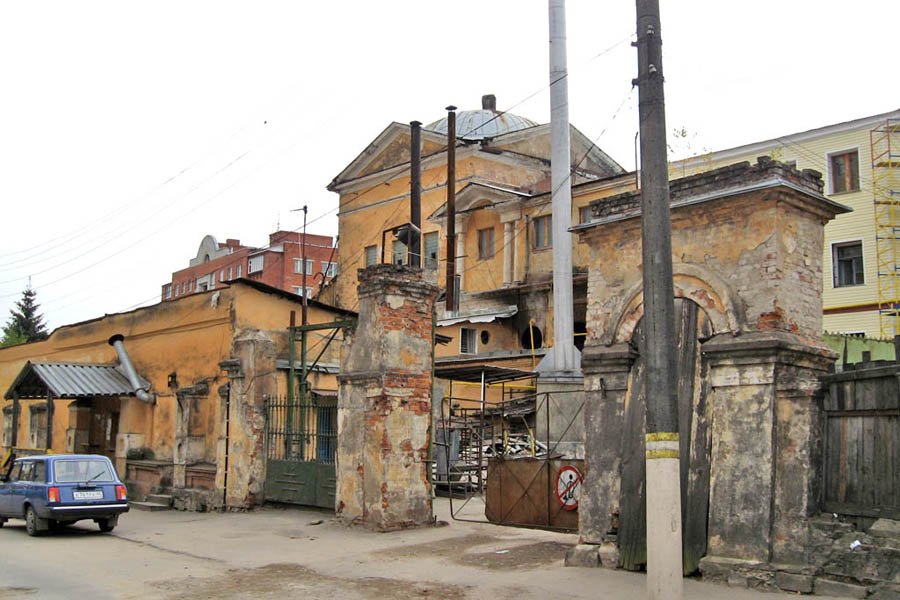
Церковь Сошествия Святого Духа

д. 4 — Воспитательный (Сиротский) дом
д. 6 — Церковь Сошествия Святого Духа
д. 7 — Дом Щепетова-Самгина (снесён в 2016 году)

## Известные жители
д. 7 — Пётр Сергеевич Щепетов-Самгин
д. 19 — Кедрова, Неонила Ивановна